# Pochita Morfoni
Pochita Morfoni es un personaje ficticio de historieta creado por el dibujante, humorista y editor argentino Guillermo "Willy" Divito para la revista Rico Tipo. Su apellido es una especie de italianización derivada de “morfar”, verbo que en el lunfardo argentino equivale a "comer".

## Características
Pochita Morfoni es una glotona sin remedio. Podría decirse que sólo piensa en comer. En alguna que otra de sus historietas hace intentos por adelgazar, ya que es una mujer obesa, aunque siempre es en vano. Pero en la mayoría de sus tiras, es una comilona que se asume como tal y la gracia radica justamente en cómo conoce ella misma las cantidades que puede llegar a devorar.
Debido a la popularidad del personaje de Divito, así como de su revista Rico Tipo, el nombre de este personaje (incluso masculinizado: “Pochito Morfoni”) se usaba con frecuencia para incordiar a los que comían demasiado y a las personas obesas.